# الون مانديل
الون مانديل (بالعبرية: אלון מנדל‏) هو سباح إسرائيلي، ولد في 23 أغسطس 1988 في الولايات المتحدة.

## وصلات خارجية
- الون مانديل على موقع الاتحاد الدولي للسباحة (الإنجليزية)
- الون مانديل على موقع SwimRankings.net (الإنجليزية)
- الون مانديل على موقع اللجنة الأولمبية الدولية (الإنجليزية)
- الون مانديل على موقع أوليمبيديا (الإنجليزية)